# جون اولسون (لاعب هوكي جليد)
جون اولسون (بالسويدية: Johan Olsson)‏ هو لاعب هوكي جليد سويدي، ولد في 20 فبراير 1978 في كارلستاد في السويد.

## وصلات خارجية
- جون اولسون على موقع EliteProspects.com (الإنجليزية)
- جون اولسون على موقع HockeyDB.com (الإنجليزية)